# Chamaecyparis formosensis
Chamaecyparis formosensis, el falso ciprés de Formosa, en japonés 红桧 hong kuai, es una especie arbórea perteneciente a la familia de las cupresáceas, endémica de Taiwán, donde crece en las montañas centrales a una altitud entre moderada y alta de 1000–2900 m s. n. m. Está amenazada por la pérdida de hábitat y la sobretala por su valiosa madera.

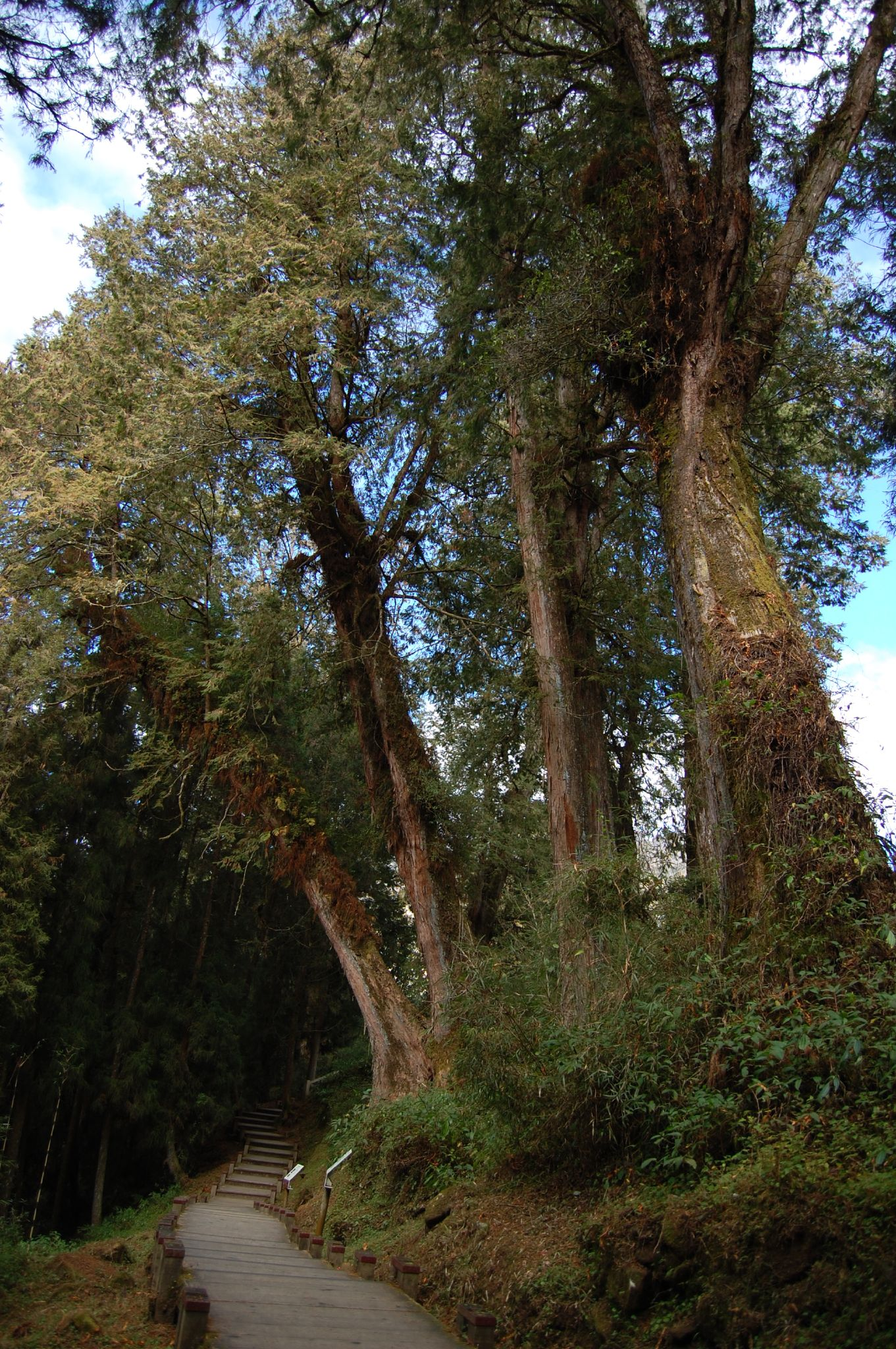
Vista del árbol

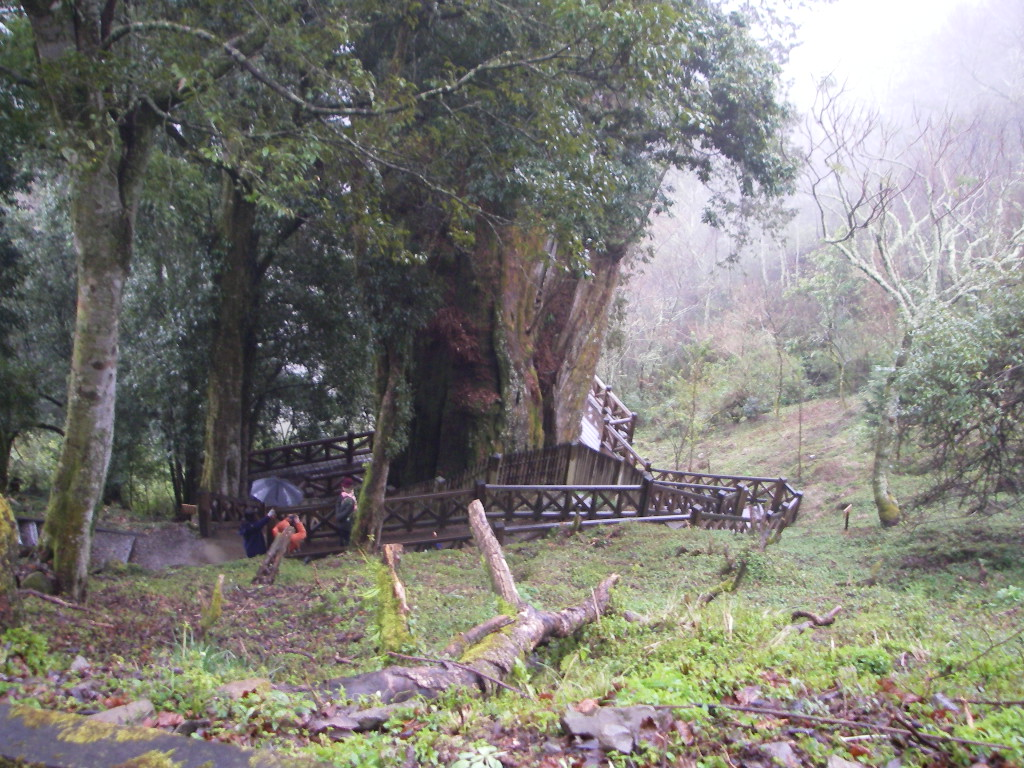
En su hábitat

## Crecimiento
Es un árbol de crecimiento lento, pero que vive mucho y al final acaba siendo una conífera de tamaño grande a muy grande, de 55–60 m de alto con un tronco de hasta 7 m de diámetro. La corteza es pardo rojizo, con fisuras verticales y una textura muy fibrosa. El follaje está dispuesto en racimos planos; las hojas adultas son escamosas, 1–3 mm de largo, apuntadas en el extremo, verde por el haz y el envés con sólo unos una banda de estomas inconspicua en la base de cada hoja escamosa; están colocadas en pares decusados opuestos en las ramas. Las hojas juveniles, que se encuentran en los brotes jóvenes, son aciculares, de 4–8 mm de largo, suave y de color verde azulado glauco. Los conos son oblongo-ovoides, 6–12 mm de largo y 4–8 mm de diámetro, con 8–16 escamas dispuestas en pares opuestos, madurando en otoño alrededor de 7–8 meses después de la polinización.

## Especie emparentada
Está muy estrechamente relacionada con la especie japonesa Chamaecyparis pisifera (Falso ciprés sawara), que se diferencia en que los conos globosos son menores 4–8 mm de largo con 6–10 escamas.

## Características
La madera es suave, muy resistente al decaimiento, y fuertemente aromática; está altamente valorada en la construcción tradicional taiwanesa particularmente para templos y santuarios. Esto ha llevado a que se tale en exceso, lo que da como resultado que la especie está ahora en peligro. Un pequeño número de los ejemplares más antiguos y grandes están protegidos como monumentos nacionales, pero la mayor parte de la población general aún sigue desprotegida.

## Taxonomía
Chamaecyparis formosensis fue descrita por Jinzô Matsumura y publicado en Botanical Magazine 15(177): 137–138. 1901.
Etimología
Chamaecyparis: nombre genérico que deriva de las palabras griegas: khamai, que significa "terreno", y kuparissos por "ciprés".
formosensis: epíteto geográfico que alude a su localización en Formosa.
Sinonimia
- Cupressus formosensis (Matsum.) A.Henry
- Cupressus formosensis (Matsum.) Silba
- Retinispora formosensis (Matsum.) A.V.Bobrov & Melikyan[6]